# Sulina
Sulina ist die einzige Stadt innerhalb des rumänischen Teils des Donaudeltas an der Mündung des Sulinaarms ins Schwarze Meer.

## Geschichte
Die Stadt ist nicht an das rumänische Straßennetz angeschlossen und daher nur mit dem Schiff erreichbar. Sie war schon zu byzantinischer und später genuesischer und türkischer Zeit ein wichtiger Fluss- und Seehafen, im 19. Jahrhundert sogar Sitz der Europäischen Donaukommission. Durch ihre isolierte Lage und den Bau neuerer und größerer rumänischer Donauhäfen (zum Beispiel in Giurgiu oder Galați) verlor die Stadt aber im 20. Jahrhundert massiv an Bedeutung. So beträgt heute die Arbeitslosenquote etwa 40 %.
Der alte Leuchtturm von 1887, der Palast der Europäischen Donaukommission und einige alte Villen am Kai sowie der große Friedhof sind Zeugnisse ihrer Vergangenheit. Sulina verfügt über einen viele Kilometer langen Sandstrand am Schwarzen Meer, der Tourismus steckt jedoch noch in den Anfängen.
Bis 1948 gehörte die Schlangeninsel zu Rumänien und zur Stadt Sulina.
Die Kilometrierung der Donau wurde „an der Mündung bei Sulina“ begonnen. Mit der Zeit wurden im Donaudelta weitere Gebiete angelandet, so dass die Mündung ins Schwarze Meer heute einige Kilometer weiter, „vor“ dem damals festgelegten Kilometer „0“ liegt. Die Höhenangaben entlang der Donau werden bis zum Stromkilometer 1075 auf den Meeresspiegel in Sulina bezogen.

## Bilder

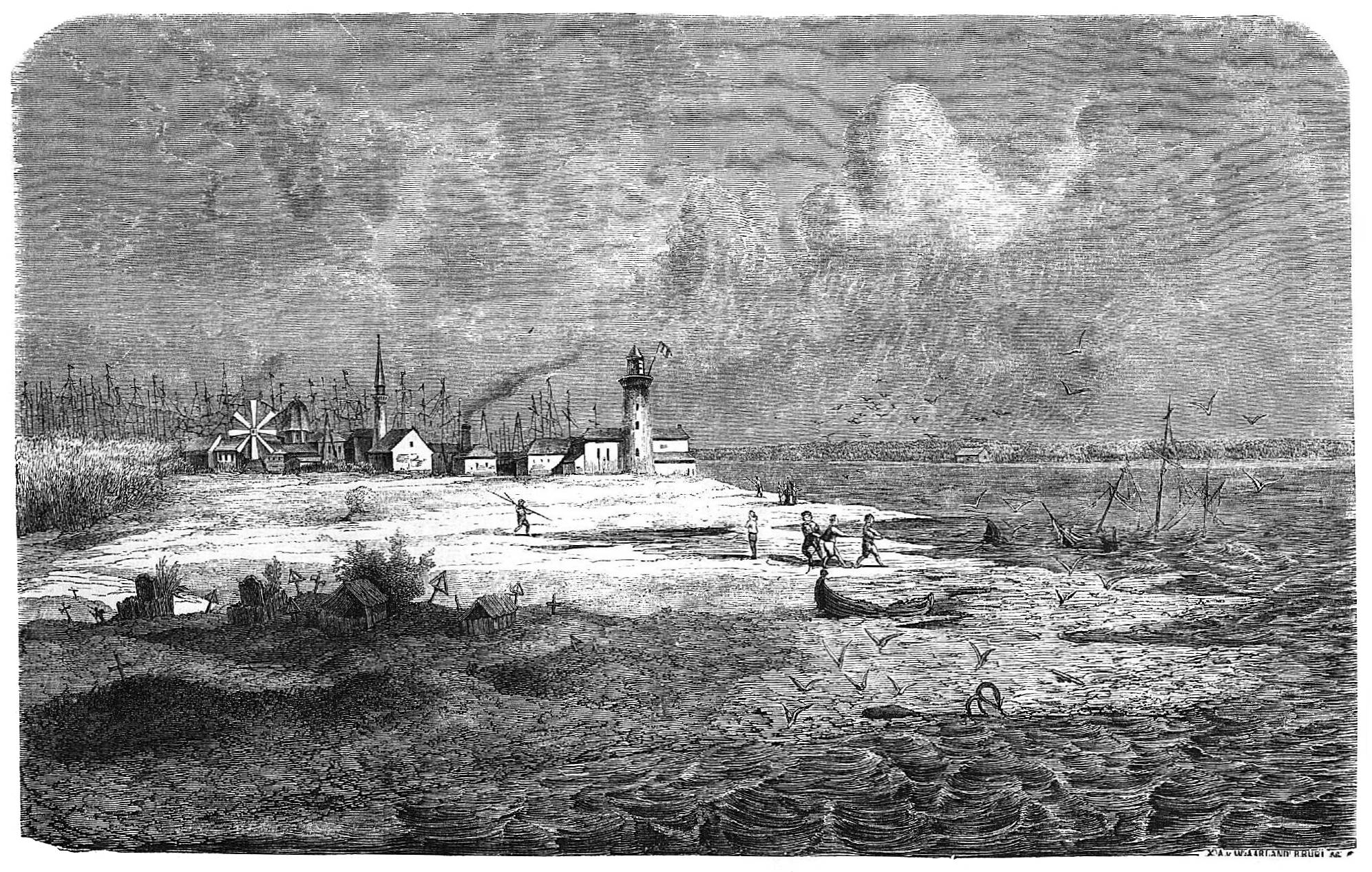
Sulina und die Sulinamündung (Zeichnung, 1859)
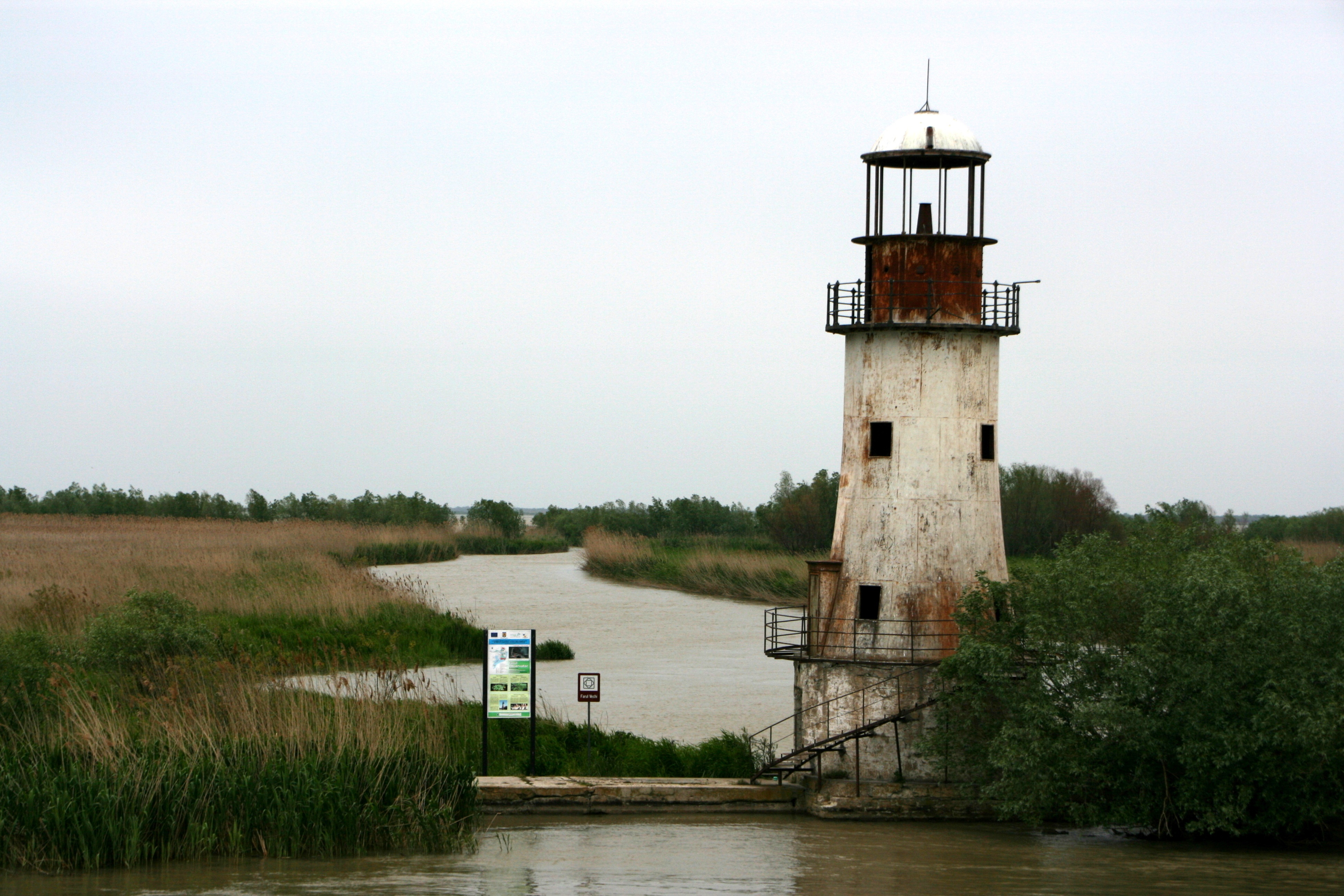
Alter Leuchtturm Sulina, 1887–1922 in Betrieb
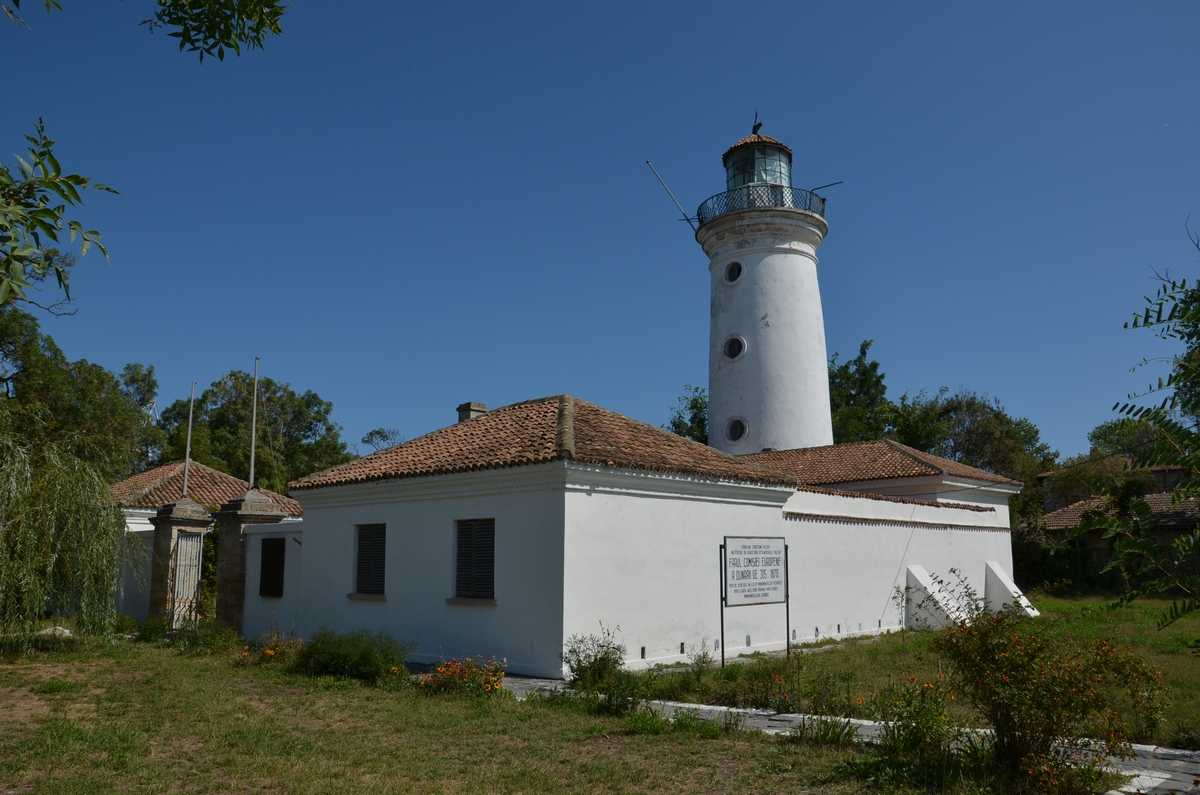
Leuchtturm der Donaukommission, 1870–1983 befeuert
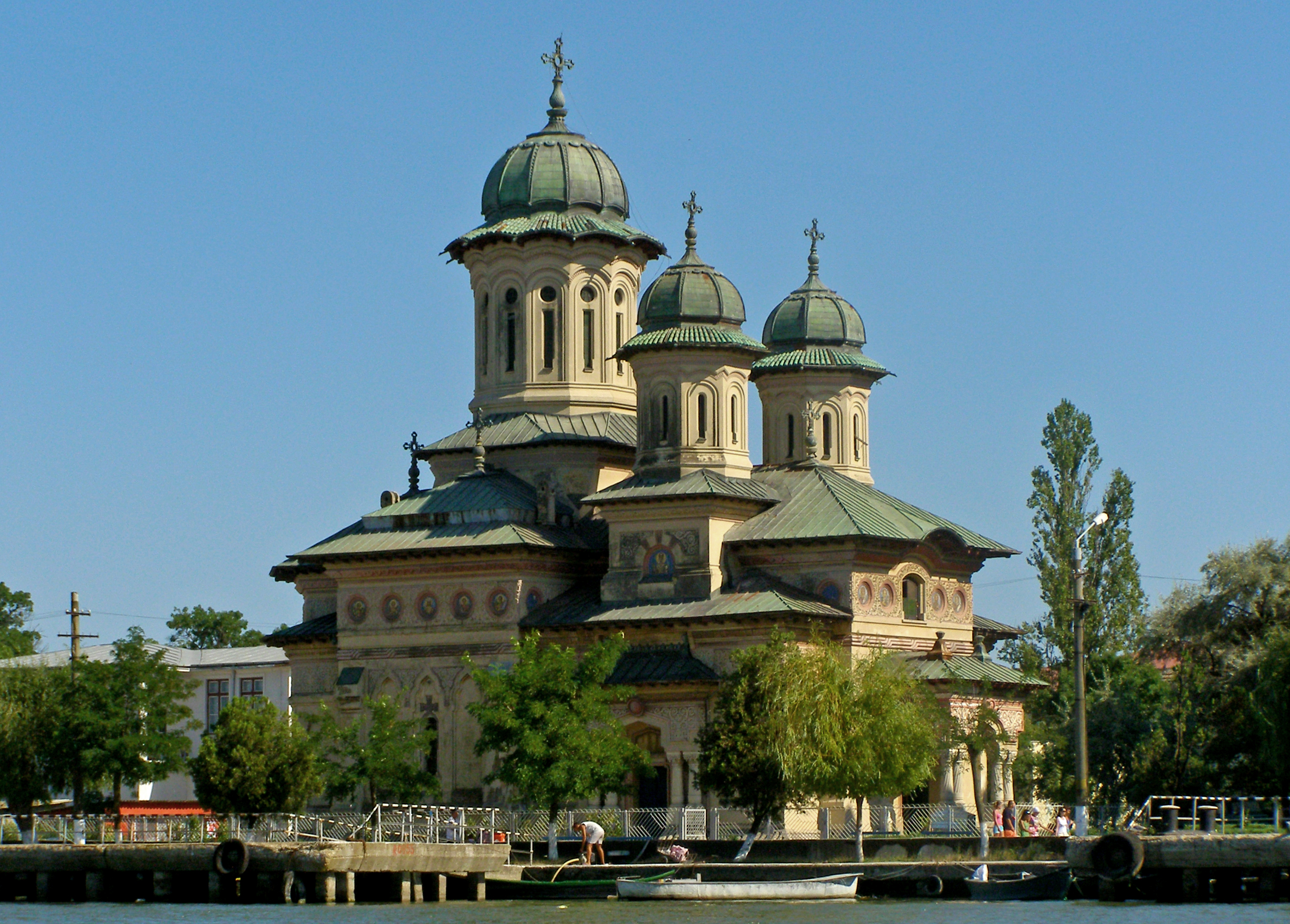
Die St. Nikolaus und Alexander Kathedrale